# Alnaperbøeïta-(Ce)
L'alnaperbøeïta-(Ce) és un mineral de la classe dels silicats. El seu nom posa l'accent en les relacions químiques amb la perbøeïta-(Ce), el predomini de l'alumini en el lloc de M3 i el paper del sodi per equilibrar la càrrega en el predomini d'un catió trivalent en el lloc M3 del mòdul REE-epidota.

## Característiques
L'alnaperbøeïta-(Ce) és un silicat de fórmula química (CaCe2,5Na0,5)(Al₄)(Si₂O₇)(SiO₄)₃O(OH)₂. Va ser aprovada com a espècie vàlida per l'Associació Mineralògica Internacional l'any 2012. Cristal·litza en el sistema monoclínic. Forma una sèrie de solució sòlida amb la perbøeïta-(Ce), i és membre d'una sèrie polisomàtica que té l'epidota i la törnebohmita-(Ce) com termes extrems. La seva duresa a l'escala de Mohs es troba entre 6 i 7.

## Formació i jaciments
Es troba en pegmatites de quars-microclina de la família del niobi-itri-fluor, en fluorita ítrica en forma de cristalls similars als de la gatelita-(Ce), alguns íntimament sobrecrescuts amb la törnebohmita-(Ce). Sol trobar-se associada a altres minerals com la törnebohmita-(Ce), la bastnäsita-(Ce) i l'al·lanita-(Ce). Va ser descoberta a la pegmatita de Stetind, a Tysfjord, Nordland (Noruega), l'únic indret on ha estat trobada.